# Záhada Marie Rogêtové
Záhada Marie Rogêtové (v angličtině „The Mystery of Marie Rogêt“, někdy uváděná s podtitulem A Sequel to "The Murders in the Rue Morgue") je detektivní povídka amerického spisovatele a literárního teoretika Edgara Allana Poea napsaná v roce 1842.
Jde o první záhadu vraždy popsanou podle detailů skutečného zločinu. Poprvé vyšla ve Snowden's Ladies' Companion ve třech částech (listopad 1842, prosinec 1842, únor 1843).
Povídka E. A. Poea „Záhada Marie Rogêtové“ s postavou geniálního analytika C. Auguste Dupina je společně s dalšími dvěma Vraždy v ulici Morgue a Odcizený dopis považována za předchůdce moderní detektivní prózy.
C. Auguste Dupin zaznamenává nedostatky v pátrání po vrahovi dívky, jejíž tělo je objeveno v řece Seině. Policie chybuje a tisk má zájem spíše o předložení případu v rovině senzace než o pravdivé vykreslení okolností. E. A. Poe tak poukazuje na pochybné metody soudobého, zejména bulvárního tisku (další informace viz kapitola Analýza).

## Příběh
| „                                         | Nemusím vám snad říkat... že tohle je mnohem spletitější případ, než byla vražda v ulici Morgue. Liší se od ní v jednom závažném ohledu. Je to zločin obyčejný – i když ukrutný. Není na něm nic mimořádně přemrštěného, výlučného. Z toho důvodu – jestli jste si všiml – policii připadalo, že záhadu hravě vyřeší, zatímco ji právě z toho důvodu mělo napadnout, že to bude náramně těžké. | “ |
| — Edgar Allan Poe – Záhada Marie Rogêtové | |   |

## Kritické odezvy
Moderní kritika uvádí:
Dílo může být považováno spíše za esej než za povídku... Pouze student analytiky či zarytý fanoušek kriminologie jej může číst s určitým stupněm nefalšovaného zaujetí.
Poeův literární sok Rufus Wilmot Griswold vyjádřil své vysoké mínění o povídce, popsal ji jako příklad Poeova mazaného intelektu.

## Česká a slovenská vydání
Česky či slovensky vyšla povídka v následujících sbírkách nebo antologiích:
Pod názvem Záhada Marie Rogêtové:
- Vraždy v ulici Morgue a jiné povídky (Mladá fronta 1960, 1964, 1969)[5]

Pod názvem Záhada Marie Rogêtovej:
- (slovensky) Zlatý skarabeus (Tatran, 1967, 295 stran)